# قانون لإغاثة البحارة المرضى والمعاقين
صدر قانون لإغاثة البحارة المرضى والمعاقين عن الكونغرس الأمريكي الخامس، ووقّعه الرئيس جون آدامز في 16 تموز 1798. وقد خوّل القانون خصم عشرين سنتًا شهريًا من أجور البحارة بهدف تمويل الرعاية الطبية للبحارة المرضى والمعاقين، وكذلك لبناء مستشفيات إضافية لعلاجهم.
في حين يرى بعض المراقبين أن هذا القانون يُعد أول تفويض إلزامي فدرالي يُفرض على الأفراد فيما يخص التأمين الصحي—متقدمًا بذلك على قانون حماية المرضى والرعاية الميسّرة (المعروف بـ"أوباماكير")، الذي أُقر في أوائل عام 2010، بحوالي 212 سنة—يشير آخرون إلى أن هذا القانون كان ينظّم فقط أرباب العمل المنخرطين في التجارة بين الولايات أو التجارة الخارجية، وقد شُرِّع أساسًا كمسألة تتعلق بالأمن القومي.

## التاريخ التشريعي
قُدّم مشروع القانون إلى مجلس النواب من قبل لجنة تم تعيينها لهذا الغرض بتاريخ 28 شباط 1798، وتمت قراءته القراءة الأولى والثانية في نفس اليوم. وبعد بعض المداولات، أُحيل المشروع مجددًا إلى اللجنة، وفي 6 نيسان 1798، تم رفع مشروع قانون معدل إلى مجلس النواب، وتمت قراءته أيضًا في ذلك اليوم قراءة أولى وثانية.
في 9 نيسان 1798، تم تعديل المشروع وتحريره وقراءته قراءة ثالثة، وفي 12 نيسان 1798، تم تمريره وإحالته إلى مجلس الشيوخ للموافقة عليه.
استلم مجلس الشيوخ المشروع في 12 نيسان 1798، وقرأه قراءة أولى. وفي اليوم التالي، قرأه قراءة ثانية وأحاله إلى لجنة مختصة. وفي 19 حزيران 1798، رفعت اللجنة تقريرها بالمشروع مع تعديلات. وفي 14 تموز 1798، تم تعديل المشروع، وقراءته قراءة ثالثة، وتم تمريره من قبل مجلس الشيوخ وأُرسل مرة أخرى إلى مجلس النواب للموافقة على التعديلات.
استلم مجلس النواب المشروع المعدل في 14 تموز 1798، وتمت الموافقة على تعديلات مجلس الشيوخ في نفس اليوم. وفي 16 تموز 1798، تم تحرير النص النهائي للمشروع وإرساله إلى الرئيس جون آدامز، الذي وقّعه ليصبح قانونًا في نفس اليوم.

## تفاصيل مواد القانون
- المادة الأولى: أمرت كلّ ربان سفينة تابعة للولايات المتحدة تصل من ميناء أجنبي إلى أي ميناء أمريكي بأن يدفع لعامل الجمارك في ميناء الوصول مبلغ عشرين سنتًا شهريًا عن كل بحّار على متن السفينة، وكان للرّبان صلاحية خصم هذا المبلغ من أجور البحّارة.[1]
- المادة الثانية: منعت هذه المادة مسؤولي الجمارك من تجديد ترخيص السفن التي تعمل في التجارة الساحلية ما لم يمتثل ربان السفينة لأحكام القانون. كما نصّت على غرامة قدرها 100 دولار في حال عدم التزام الربّان بذلك.[13]
- المادة الثالثة: أمرت جامعي الضرائب (Collectors) بتسليم الأموال المحصّلة بموجب القانون إلى وزير الخزانة الأمريكي بشكل ربع سنوي. كما خولت هذه المادة رئيس الولايات المتحدة باستخدام تلك الأموال لعلاج البحّارة المرضى والمعاقين في المستشفيات والمرافق القائمة.[13]
- المادة الرابعة: خولت وألزمت هذه المادة رئيس الولايات المتحدة باستخدام الأموال الفائضة التي يتم جمعها بموجب القانون لبناء مستشفيات جديدة في موانئ الولايات المتحدة.[13]
- المادة الخامسة: منحت رئيس الولايات المتحدة صلاحية تعيين مدراء في كل ميناء للإشراف على إنفاق الأموال في تلك الموانئ ولتقديم الحسابات المتعلقة باستخدام تلك الأموال. وكان تعيين هؤلاء المدراء يتم مباشرة من قبل الرئيس ويستمرون في الخدمة حسب رغبته.[13]

## روابط خارجية
- رابط للنص الكامل للقانون في مكتبة الكونجرس

قالب:John Adams